# Shanwei
Shanwei is een stad en prefectuur in de provincie Guangdong van China. De prefectuur heeft ongeveer 2,7 miljoen inwoners. De stad Shanwei zelf is het bestuurscentrum en had bij de volkstelling van 2020 345.373 inwoners.
Andere en grotere steden in de prefectuur zijn Haifeng (537.278 inw.) en Lufeng (545.474 inw.).
Shanwei ligt tussen 2 grote metropoolgebieden in, de Parelrivierdelta in het westen en Chaoshan in het oosten.